# Lumbaquí
Lumbaquí ist eine Ortschaft und die einzige Parroquia urbana im Kanton Gonzalo Pizarro der ecuadorianischen Provinz Sucumbíos. Die Parroquia besitzt eine Fläche von 319,6 km². Beim Zensus 2010 wurden 3225 Einwohner gezählt. Davon lebten 2007 Einwohner im Hauptort.

## Lage
Die Parroquia Lumbaquí liegt im Norden von Ecuador nahe der kolumbianischen Grenze. Die Parroquia liegt an der Ostflanke der Cordillera Real. Das Verwaltungsgebiet ist in einen westlichen und einen östlichen Teil gegliedert. Die beiden Flüsse Río Aguarico und Río Due trennen die beiden Gebietsteile an einer etwa 2,5 km schmalen Stelle. Der westliche Gebietsteil wird im Süden vom Río Due begrenzt. Der östliche Gebietsteil wird vom Río Aguarico durchquert. Nahe dem Hauptort Lumbaquí treffen die beiden Fernstraßen E10 von Julio Andrade kommend und E45 von Baeza kommend aufeinander und führen gemeinsam weiter nach Osten zur Provinzhauptstadt Nueva Loja. Der etwa 490 m hoch gelegene Hauptort Lumbaquí befindet sich 50 km westlich von Nueva Loja.
Die Parroquia Lumbaquí grenzt im Osten an die Parroquia El Dorado de Cascales (Kanton Cascales), im Süden an die Parroquia Gonzalo Pizarro, im Südwesten an die Parroquia El Reventador sowie im Westen und im Norden an die Parroquia Puerto Libre.

## Geschichte
Die Parroquia Lumbaquí wurde am 20. November 1978 gegründet. Mit der Schaffung des Kantons Gonzalo Pizarro am 18. August 1986 wurde Lumbaquí eine Parroquia urbana und Sitz der Kantonsverwaltung.

## Ökologie
Der westliche Gebietsteil gehört zum Nationalpark Cayambe Coca.